# Мглинец, Виктор Иванович
Виктор Иванович Мглинец (укр. Віктор Іванович Мглинець; род. 3 января 1963, Черновцы) — советский и украинский футболист, выступал на позициях полузащитника и нападающего. Играл в командах «Буковина» Черновцы, «Металлург» Запорожье и «Черноморец» Одесса. После завершения активной карьеры игрока стал футзальным и футбольным тренером.

## Биография

### Клубная карьера
Дебютировал в «Буковине» в сезоне — 1981. В 1985 году стал лучшим бомбардиром команды. В составе «Буковины» был чемпионом и серебряным призёром чемпионата УССР, победителем второй лиги СССР и Украины, серебряным призёром первой лиги Украины. В 1990 году стал капитаном «Буковины», которая попала в первую лигу чемпионата СССР. Дебют для подопечных Ефима Школьникова выдался удачным — 5 место в турнирной таблице, а Виктор записал на свой счёт 11 голов в 36 матчах. Всего за «Буковину» провёл 395 матчей, в которых забил более 100 голов. Последняя его игра в команде состоялась 28 марта 2004 года.
Играл в командах «Подолье» (Хмельницкий), «Металлург» (Запорожье), «Черноморец» (Одесса). Выступая в «Металлурге» провёл 40 матчей в первой лиге СССР и 4 матча в кубке. В составе «Черноморца» провёл 63 матча, в которых забил 13 голов (53 (9) — Высшая лига Украины, 10 (4) — кубок).
В начале 1992 года уехал играть в клуб второго дивизиона Израиля «Хакоах» (Рамат-Ган), где в первые 2 сезона забил 18 мячей в 46 матчах. Потом был небольшой перерыв, однако вскоре Виктор продолжил выступления за «Хакоах» — 31 матч, 11 голов. По окончании сезона 1994/95, в котором вместе с командой завоевал бронзовые награды чемпионата, вернулся в «Буковину».
Всего за свою 23-летнюю карьеру игрока сыграл более 620 официальных матчей, в которых забил больше 150 голов.

### Тренерская карьера
Тренерскую карьеру начал в 2006 году в футзальном клубе «Меркурий», где проработал до лета 2007. В течение 2007—2009 годов занимал должность главного тренера «Буковины». В 2009—2013 годах снова был тренер мини-футбольного клуба «Меркурий», который под его руководством получил путёвку в высшую лигу. С 2013 года — тренер мини-футбольного клуба «Спортлидер+», который под его руководством в сезоне 2014/15 выиграл серебряные медали высшей лиги. По завершении сезона покинул пост главного тренера. Летом 2015 года возглавил тренерский штаб родной «Буковины», хотя при этом имел предложение возглавить белорусский футзальный клуб. В конце мая 2016 года решил подать в отставку. За этот период команда под его руководством сумела вернуться в первую лигу, а также стала единственной, которая не потерпела ни одного домашнего поражения в сезоне 2015/16.
В конце августа 2017 года в третий раз в своей тренерской карьере возглавил родную команду, которую в начале декабря 2018 года в очередной раз решил оставить по собственному желанию. Под его началом «Буковина» до конца 2017/18 сезона сыграла 23 официальных матча (9 побед, 6 ничьих, 8 поражений) и заняла шестое место в своей группе, в то же время в одном из очередных туров второй лиги Украины признавался лучшим наставником (лучший тренер 14-го тура второй лиги 2017/18). А в летне-осенней части сезона 2018/19 команда под его руководством провела 18 игр (3 победы, 3 ничьих и 12 поражений) и на зимнее межсезонье отправилась на последней строчке в той же группе, в кубке результат тоже оказался не лучшим — вылет из турнира на первой же стадии.

## Личная жизнь
Женат. Жена — Светлана. Сын — Артём, дочь — Елена.

## Образование
Окончил Черновицкий торгово-экономический институт КНТЭУ. Имеет тренерский диплом УЕФА, категории «A».

## Достижения

### В качестве игрока
- Победитель чемпионата УССР (1): 1988
- Серебряный призёр чемпионата УССР (1): 1989
- Победитель Второй лиги СССР (1): 1990
- Бронзовый призёр второго дивизиона Израиля (1): 1995
- Серебряный призёр Первой лиги Украины (1): 1996
- Победитель Второй лиги Украины (1): 2000

### В качестве главного тренера
Футзал:
- Серебряный призёр Экстра-лиги Украины (1): 2015
- Победитель Первой лиги Украины (1): 2012
- Бронзовый призёр Первой лиги Украины (1): 2011
- Победитель Первой лиги Украины (Западного региона) (3): 2011, 2012, 2013